# رزية هليونية الأوراق
رزية هليونية الأوراق (الاسم العلمي: Oryzopsis asperifolia) هي نوع نباتي يتبع جنس الرزية من فصيلة النجيلية.